# Oberto della Torre
Oberto della Torre (né en 1617 à Gênes et mort en 1698 dans la même ville) fut le 130e doge de la république de Gênes du 31 août 1689 au 1er septembre 1691 et roi de Corse pendant la même période.

## Biographie
En 1687, candidat au poste de doge de Gênes il est battu par Luca Spinola. À l'âge de 72 ans et avec 399 voix sur 1399 votants patriciens, il est élu doge de Gênes le 31 août 1689, succédant ainsi à Spinola. En tant que doge, il porte le titre de roi de Corse. Après un règne désastreux, il quitte la vie politique et meurt seul et oublié à Gênes en 1698 à un âge très avancé.